# Sigerslev
Sigerslev er en lille by på Sydsjælland med 205 indbyggere i byområdet (2020), beliggende i Store Heddinge Sogn nordøst for Store Heddinge. Bebyggelsen tilhører Stevns Kommune og ligger i Region Sjælland.
Sydøst for Sigerslev findes den 47 m høje Store Møllehøj, og på den vestlige side ligger den delvist tørlagte og beplantede Sigerslev Engmose, hvor der som følge af tørvegravning dannedes en sø. Mod kysten ligger Sigerslev Kridtbrud.
Sigerslev omtales omkring 1370 (Sigherslef). På dette tidspunkt har her ligget en væbnergård, og i 1356 nævnes således en Ture Clementsen af Sigerslev og 1395-99 en væbner Hennichinus Reysere, som i 1389 havde købt en gård i Sigerslev af væbner Anders Pedersem Griis af Norup til Holme (død 1408). Landsbyen blev udskiftet i 1799.
Sigerslev har et forsamlingshus, og forfatteren Søren Ulrik Thomsen gik i den nu nedlagte Sigerslev Skole, inden han flyttede til Store Heddinge.
Forfatteren Niels E. Nielsen blev født i Sigerslev i 1924.
Som del af Københavns raketforsvar anlagdes i begyndelsen af 1960'erne en affyringsbase for NIKE
Ajax og NIKE Hercules raketter ved Mandehoved umiddelbart øst for byen.